# Crataegus fluviatilis
Crataegus fluviatilis — вид рослин із родини трояндових (Rosaceae).

## Біоморфологічна характеристика
Це кущ чи дерево заввишки 30–40(70) дм. Гілочки молоді від золотисто-зеленого до сильно червонуватого відтінку, рідко запушені чи голі, 1-річні зазвичай блискучі, темно-коричневі, старші сірі; колючки на гілочках 1-річні блискучі, від темно-коричневого до чорного кольору, часто з чорними кінчиками, міцні чи тонкі, 2.5–5 см. Листки: ніжка листка 30–60% довжини пластини, від розріджено до густо залозиста; пластина яйцювата, 3–6 см, часток 3–6 на кожній стороні, пазухи від неглибоко до помірно глибокі, верхівка частки від гострої до загостреної, краї зубчасті, зубці численні, маленькі, більші — помітно залозисті, особливо біля основи, дрібніші з непомітними кінчиками залоз, верхівка загострена, адаксіальна поверхня щільно притиснуто шершаво-запушена молодою, ± гола. Суцвіття 5–12-квіткові. Квітки 12–17 мм у діаметрі; чашолистки 4–5 мм, краю від заглиблених до слабо пилчастих, зазвичай залозисті; пиляки від рожевого до червонувато-пурпурних. Яблука яскраво-червоні, від майже округлих до еліпсоїдних, 8–15 мм у діаметрі; кісточок 3–5. Цвітіння: травень і червень; плодоношення: вересень і жовтень.

## Середовище проживання
Зростає в пд.-сх. Канаді (Онтаріо, Квебек) й пн.-сх та пн.-цн. США (Коннектикут, Іллінойс, Мен, Массачусетс, Мічиган, Міннесота, Нью-Гемпшир, Нью-Йорк, Род-Айленд, Вермонт, Вісконсин). Населяє старі поля, паркани, чагарники, узлісся, відкриті ліси; на висотах 0–500 метрів.